# Karl Möbius
Karl August Möbius (1825–1908) – niemiecki zoolog, pionier ekologii. Prowadził badania fauny morskiej. Wprowadził pojęcie biocenozy. Zapoczątkował rozwój biocenologii. Był profesorem uniwersytetu w Kilonii oraz dyrektorem muzeum zoologicznego w Berlinie.
W 1863 roku był jednym ze współzałożycieli ogrodu zoologicznego w Hamburgu. Był też jednym z projektantów pierwszego w Niemczech publicznego oceanarium.